# Новиков, Сергей Трофимович
Серге́й Трофи́мович Новиков (1925—1943) — сержант Рабоче-крестьянской Красной Армии, участник Великой Отечественной войны, Герой Советского Союза (1943).

## Биография
Сергей Новиков родился 15 июля 1925 года в селе Петровка (ныне — Усманский район Липецкой области). С 1933 года проживал в Воронеже, где окончил семь классов школы и школу фабрично-заводского ученичества.
В январе 1943 года был призван на службу в Рабоче-крестьянскую Красную Армию. С марта того же года — на фронтах Великой Отечественной войны.
К октябрю 1943 года сержант Сергей Новиков командовал отделением 550-го стрелкового полка 126-й стрелковой дивизии 54-го стрелкового корпуса 51-й армии 4-го Украинского фронта. Отличился во время Мелитопольской операции. 19 октября 1943 года в критический момент боя на улицах Мелитополя Новиков заменил собой выбывшего из строя командира взвода, после чего, руководя подразделением, отразил восемнадцать немецких контратак. В тех боях Новиков лично уничтожил 2 танка и 22 солдата и офицера противника. В ночь с 21 на 22 октября 1943 года взвод Новикова остался прикрывать отход и перегруппировку батальона, успешно выполнив поставленную перед ним боевую задачу.
Указом Президиума Верховного Совета СССР от 1 ноября 1943 года за «мужество и героизм, проявленные в борьбе с немецкими захватчиками», сержант Сергей Новиков был удостоен высокого звания Героя Советского Союза. Орден Ленина и медаль «Золотая Звезда» он получить не успел, так как 4 ноября 1943 года в бою был тяжело ранен в голову и скончался на следующий день. Похоронен в братской могиле в селе Григоровка Каховского района Херсонской области Украины.
Был также награждён медалью.
В честь Новикова были названы ПТУ и пионерлагерь в Воронеже, улицы в Воронеже и Григоровке.